# Валслебен (Бранденбург)
Валслебен (њем. Walsleben) општина је у њемачкој савезној држави Бранденбург. Једно је од 23 општинска средишта округа Остпригниц-Рупин. Према процјени из 2010. у општини је живјело 799 становника. Посједује регионалну шифру (AGS) 12068452.

## Географски и демографски подаци
Валслебен се налази у савезној држави Бранденбург у округу Остпригниц-Рупин. Општина се налази на надморској висини од 44 метра. Површина општине износи 31,8 km². У самом мјесту је, према процјени из 2010. године, живјело 799 становника. Просјечна густина становништва износи 25 становника/km².